# Két csoport-szigetek
Az Két csoport-szigetek (franciául: Îles Deux Groupes) egy apró szigetcsoport a Dél-Csendes-óceánon. A terület politikailag Francia Polinéziához tartozik. A Csalódás szigetcsoport a Tuamotu-szigetek egyik alcsoportja, amely két korálszigetből áll.
A Tuamotu-szigeteket legelőször a polinéziai emberek népesítették be, akiknek közös kultúrájuk van és nyelvük. Az szigetcsoport a Tuamotu-szigetekhez tartozik, a csoport középső részén.
Az Acteon csoport két viszonylag kis területű atollból áll:
- Marokau
- Ravahere

A szigetcsoport Tahititől 1400 km-re található délkeletre. Marokau van északon és Ravahere délen. A kettő között lévő távolság mindössze 2 km. Marokau atollon élnek emberek, Ravahere lakatlan.

## Története
A két szomszédos atollt Louis Antoine de Bougainville fedezte fel a nyugat számára 1768-ban. Azonban James Cook hajós kapitány nevezte el a szigeteket Két csoport-szigeteknek 1769-ben. Jellemzése szerint Marokau és Revahere atollok egy "zátonyokkal összekötött szigetlánc".

## Közigazgatás
Közigazgatásilag a két atoll Hikueru települési önkormányzathoz (commune) tartozik.

## További információ
- Története(franciául)